# Schweizer Cup (Fussball, Männer) 2013/14
Der 89. Schweizer Cup wurde vom 14. August 2013 bis zum 21. April 2014 ausgetragen. Titelverteidiger war der Grasshopper Club Zürich. Im Final konnte sich der FC Zürich mit einem 2:0 nach Verlängerung gegen den Vorjahresfinalisten FC Basel den achten Titel sichern.

## Modus
Zehn Vereine der Raiffeisen Super League sowie 9 Klubs der Challenge League waren direkt für den Schweizer Cup qualifiziert. Dazu stiessen 21 Klubs aus der 1. Liga (10 aus Promotion und 11 aus Classic), 10 Klubs aus der 2. Liga interregional sowie 14 Klubs aus den Amateurligen. Diese mussten sich in Regionalausscheidungen für den Schweizer Cup qualifizieren.
Mannschaften aus dem Fürstentum Liechtenstein sind nicht teilnahmeberechtigt, da die Liechtensteiner Clubs zwar am Schweizer Meisterschaftsbetrieb teilnehmen, aber im eigenständigen Liechtensteiner Cup starten. Dies betraf auch den Challenge-League-Club FC Vaduz. Sein Platz ging an die Erste Liga (Promotion League und 1. Liga). Zudem sind die U-21-Mannschaften aus der 1. Liga nicht spielberechtigt, genauso wie sämtliche weiteren Reserve-Teams. Wenn ein Reserve-Team eine Regionalausscheidung gewonnen hat, bekommt die erste Mannschaft den Startplatz im Schweizer Cup zugesprochen, es sei denn, die erste Mannschaft sei schon für den Wettbewerb qualifiziert. Ist dies der Fall, erhält der Finalgegner der Regionalausscheidung den Startplatz.
Der Schweizer Cup wird im K.-o.-System ausgetragen. In der Regel wird jede Runde innert maximal drei Tagen gespielt. Die unterklassigen Mannschaften geniessen bis zur 3. Runde (Achtelfinals) das Heimrecht. Der Spielort für den Final war Bern.
- 1. Runde (14., 17. und 18. August 2013): 64 Teams, die Sieger waren für die 2. Runde qualifiziert.
- 2. Runde (14./15. September 2013): 32 Teams, die Sieger waren für die Achtelfinals qualifiziert.
- Achtelfinals (9., 10. und 14. November 2013): 16 Teams, die Sieger waren für die Viertelfinals qualifiziert.
- Viertelfinals (4. Dezember 2013, 5. Februar 2014): 8 Teams, die Sieger waren für die Halbfinals qualifiziert.
- Halbfinals (26. März 2014): 4 Teams, die Sieger qualifizierten sich für den Final.
- Final (21. April 2014, Ostermontag): Der Sieger gewann den 89. Schweizer Cup.

## Teilnehmende Mannschaften
Insgesamt nahmen 64 Mannschaften am Cup teil.
| Super League die 10 Vereine der Saison 2013/14 | Challenge League 9 Vereine der Saison 2013/14 | 1. Liga Promotion 10 Vereine der Saison 2013/14 | 1. Liga Classic 11 Vereine der Saison 2013/14 | 2. Liga interregional 10 Vereine der Saison 2013/14 | tiefere Spielklassen 14 Vereine der Saison 2013/14 |
| FC Aarau (AG) FC Basel (BS) Grasshopper Club Zürich (ZH) FC Lausanne-Sport (VD) FC Luzern (LU) FC Sion (VS) FC St. Gallen (SG) FC Thun (BE) BSC Young Boys (BE) FC Zürich (ZH) | FC Biel-Bienne (BE) FC Chiasso (TI) Servette FC Genève (GE) FC Locarno (TI) FC Lugano (TI) FC Schaffhausen (SH) FC Wil (SG) FC Winterthur (ZH) FC Wohlen (AG) | AC Bellinzona (TI) SC Brühl St. Gallen (SG) Étoile Carouge FC (GE) FC Köniz (BE) SC Kriens (LU) FC Le Mont-sur-Lausanne (VD) FC Stade Nyonnais (VD) BSC Old Boys Basel (BS) FC Tuggen (SZ) SC YF Juventus Zürich (ZH) | FC Baden (AG) FC Concordia Basel (BS) FC Bavois (VD) FC Bulle (FR) FC Echallens (VD) Lancy FC (GE) FC Münsingen (BE) Neuchâtel Xamax FCS (NE) FC Schötz (LU) FC Sursee (LU) US Terre Sainte (VD) | FC Altstätten (SG) FC Amriswil (TG) FC Ascona (TI) SC Buochs (NW) FC Dietikon (ZH) FC Hergiswil (NW) FC La Chaux-de-Fonds (NE) FC Kreuzlingen (TG) FC Stade Lausanne-Ouchy (VD) FC Vevey Sports 05 (VD) | 2. Liga regional SC Balerna (TI) FC Bassersdorf (ZH) FC Chippis (VS) FC Cornol (JU) SC Fulenbach (SO) AS Calcio Kreuzlingen (TG) FC Murten (FR) FC Reinach (BL) FC Savièse (VS) FC Schönbühl (BE) FC Suhr (AG) FC Veyrier Sports (GE) 3. Liga SC Obergeissenstein (LU) FC Wiesendangen (ZH) |

## Turnierzusammenfassung
In der ersten Runde bekundeten bereits drei Teams der obersten Spielklasse Mühe mit ihren Gegnern. Der Grasshopper Club Zürich setzte sich als amtierender Cupsieger gegen den drittklassigen SC Kriens mit einem knappen 1:0 durch. Noch mehr zu kämpfen hatten der FC Sion, der erst in der Verlängerung mit 3:1 gegen den viertklassigen FC Sursee gewinnen konnte, und Schweizer Meister FC Basel, der im Stadtderby gegen den BSC Old Boys Basel in der Verlängerung mit 1:0 gewann.
Gleich drei Vereine der zweithöchsten Liga, der Challenge League, überstanden die erste Runde nicht. Der FC Wil schied gegen den drittklassigen FC Le Mont-sur-Lausanne mit 1:4 aus, der FC Winterthur flog durch ein 4:5 nach Penaltyschiessen gegen den ebenfalls in der 1. Liga Promotion spielenden SC Brühl St. Gallen aus dem Wettbewerb, der FC Chiasso wurde durch die viertklassige US Terre Sainte mit 1:2 eliminiert. Mühe bekundete der FC Locarno gegen den fünftklassigen FC Ascona; im Tessiner Kantonsderby setzte sich der Oberklassige nach Verlängerung mit 2:1 durch.
In der zweiten Runde scheiterte der FC Schaffhausen als Zweitligist am SC Brühl St. Gallen mit 2:3. Die beiden Stadtzürcher Super-Ligisten konnten sich nur verhältnismässig knapp durchsetzen, so gewann der FC Zürich gegen den fünftklassigen FC Stade Lausanne-Ouchy mit 3:2, der Grasshopper Club Zürich musste gegen den drittklassigen FC Stade Nyonnais gar in die Verlängerung und gewann dort mit 4:2. Abermals nur zu einem 1:0 kam der FC Basel, in dieser Runde gegen den viertklassigen FC Münsingen.
Mit dem FC Locarno (0:3 gegen den FC Thun), dem FC Lugano (1:3 gegen den FC St. Gallen), dem FC Wohlen (0:1 gegen den FC Sion) und Servette FC Genève (0:1 gegen den FC Lausanne-Sport) verloren alle vier Zweitligisten das Duell gegen den Oberklassigen. Als einziger Verein der zweiten Spielklasse setzte sich der FC Biel-Bienne durch, gegen den FC Bavois aus der viertklassigen 1. Liga Classic.
Die Achtelfinals begannen mit dem einzigen viertklassigen Verein, der noch im Wettbewerb stand. Der FC Baden ging gegen den FC Zürich zwar gar in Führung, verlor letztendlich aber klar mit 1:4. Mit demselben Resultat setzte sich auch der zweite Stadtzürcher Verein durch, der Grasshopper Club Zürich gewann auswärts gegen den drittklassigen FC Köniz. Der SC Brühl St. Gallen aus der dritten Liga, der 1. Liga Promotion, kämpfte gegen den FC Lausanne-Sport lange auf Augenhöhe, verlor jedoch durch zwei späte Gegentreffer mit insgesamt 0:3.
Die wohl grösste Sensation gelang dem drittklassigen FC Le Mont-sur-Lausanne, der den BSC Young Boys mit 4:1 eliminierte und damit den ersten Erstligisten aus dem Wettbewerb warf. Der FC Basel gewann gegen den ebenfalls drittklassigen FC Tuggen mit 3:1. Die Partie zwischen dem FC Biel-Bienne und dem FC Thun musste wegen unbespielbaren Terrains verschoben werden. Der oberklassige FC Thun konnte das Nachtragsspiel knapp mit 1:0 nach Verlängerung gewinnen.
In den Viertelfinals scheiterte der Titelverteidiger, die Grasshoppers, am Ligakonkurrenten FC Thun mit 3:4 nach Penaltyschiessen. Zuvor endete die Partie nach der regulären Spielzeit und der Verlängerung jeweils torlos.
Der FC Luzern gewann seine Partie gegen den FC Lausanne-Sport mit 2:0 und stiess damit ebenso in den Halbfinal vor wie der FC Zürich, der den FC St. Gallen auswärts mit 1:0 besiegte.
Die Partie zwischen der Überraschungsmannschaft FC Le Mont-sur-Lausanne aus der 1. Liga Promotion und Schweizer Meister FC Basel musste wegen unbespielbaren Terrains verschoben werden und wurde neu auf den 5. Februar 2014 angesetzt. Zudem tauschten die Teams das Heimrecht, die Partie wurde im Basler St. Jakob-Park ausgetragen, mit dem FC Le Mont als «Gastgeber». Die Partie endete mit 6:1 für Basel.
In den Halbfinals setzte sich der FC Basel dank einem späten Treffer von Davide Callà, der im Herbst noch für den FC Aarau gespielt hatte, mit 1:0 gegen den FC Luzern durch. In der zweiten Begegnung gab es zwischen dem FC Zürich und dem FC Thun 120 Minuten lang keine Tore, weshalb das Penaltyschiessen entscheiden musste. Gleich der erste Versuch durch Thuns Christian Schneuwly scheiterte, danach trafen alle Schützen, wodurch der FC Zürich in den Final gegen den FC Basel einzog.
Im Final konnten sich der FC Zürich und der FC Basel in der ersten Halbzeit weitgehend neutralisieren. Bis in der 66. Minute Basels Gastón Sauro die rote Karte wegen einer Notbremse sah, hatten dennoch beide Mannschaften einige Chancen. Während der FC Zürich danach den FC Basel weitgehend in die Defensive zurückdrängte, fuhren die Basler dennoch einige gefährliche Konter. In der 82. Minute ging ein Weitschuss von Zürichs Davide Chiumiento an die Querlatte. In der ersten Hälfte der Verlängerung kam es in der 99. Minute zu einer umstrittenen Szene, in der Basels Giovanni Sio nach einer angeblichen Schwalbe im gegnerischen Strafraum mit einer gelb-roten Karte des Platzes verwiesen wurde. Im Gegenzug verwertete Mario Gavranović eine Flanke von Jorge Teixeira zur Zürcher Führung. In der Folge waren die zu neunt agierenden Basler nicht mehr in der Lage zu reagieren. Am 2:0 durch Gavranović in der 114. Minute hatte Yassine Chikhaoui massgeblichen Anteil. Mit dem Sieg konnte der FC Zürich auch das vierte Duell im Cupfinal gegen den FC Basel für sich entscheiden. Insgesamt war es der achte Titel bei neun Finalteilnahmen. Den letzten Cupsieg hatte der FC Zürich 2005 geholt.

## Erste Runde
In der ersten Runde können die Mannschaften aus der Super League und der Challenge League gemäss Reglement nicht aufeinandertreffen. Die Mannschaft aus der niedrigeren Liga erhält den Heimvorteil, bei zwei Mannschaften aus der gleichen Liga bekommt ihn die erstgezogene. Die Auslosung fand am 1. Juli 2013 statt.
| Datum                   |                                 | Ergebnis              |                                 |
| ----------------------- | ------------------------------- | --------------------- | ------------------------------- |
| 14.08.2013 um 20:00 Uhr | SC Fulenbach (2. L)             | 0:6                   | FC Baden (1. LC)                |
| 17.08.2013 um 14:30 Uhr | FC Sursee (1. LC)               | 1:3 n. V.             | FC Sion (RSL)                   |
| 17.08.2013 um 16:00 Uhr | FC Bassersdorf (2. L)           | 0:6                   | FC Zürich (RSL)                 |
|                         | FC Veyrier Sports (2. L)        | 0:8                   | BSC Young Boys (RSL)            |
|                         | FC Kreuzlingen (2. LI)          | 2:4                   | FC Stade Lausanne-Ouchy (2. LI) |
| 17.08.2013 um 16:30 Uhr | FC Amriswil (2. LI)             | 2:3                   | FC Tuggen (1. LP)               |
| 17.08.2013 um 17:00 Uhr | FC Reinach (2. L)               | 1:4                   | Lancy FC (1. LC)                |
|                         | FC Wiesendangen (3. L)          | 1:2                   | FC Savièse (2. L)               |
|                         | FC Altstätten (2. LI)           | 0:5                   | FC Wohlen (BCL)                 |
|                         | FC Münsingen (1. LC)            | 2:0                   | FC Bulle (1. LC)                |
| 17.08.2013 um 17:30 Uhr | SC Kriens (1. LP)               | 0:1                   | Grasshopper Club Zürich (RSL)   |
|                         | SC Brühl St. Gallen (1. LP)     | 0:0 n. V. (5:4 i. E.) | FC Winterthur (BCL)             |
|                         | FC Stade Nyonnais (1. LP)       | 2:0                   | AC Bellinzona (1. LP)           |
| 17.08.2013 um 18:00 Uhr | BSC Old Boys Basel (1. LP)      | 0:1 n. V.             | FC Basel (RSL)                  |
|                         | FC Le Mont-sur-Lausanne (1. LP) | 4:1                   | FC Wil (BCL)                    |
|                         | US Terre Sainte (1. LC)         | 2:1                   | FC Chiasso (BCL)                |
|                         | FC Dietikon (2. L)              | 0:6                   | SC YF Juventus Zürich (1. LP)   |
|                         | SC Balerna (2. L)               | 1:3                   | FC Hergiswil (2. LI)            |
| 17.08.2013 um 19:00 Uhr | FC Vevey Sports 05 (2. LI)      | 1:3                   | FC Köniz (1. LP)                |
| 17.08.2013 um 20:00 Uhr | Étoile Carouge FC (1. LP)       | 1:4                   | FC Lugano (BCL)                 |
| 17.08.2013 um 20:15 Uhr | FC La Chaux-de-Fonds (2. LI)    | 0:3                   | Servette FC Genève (BCL)        |
| 18.08.2013 um 14:30 Uhr | FC Chippis (2. L)               | 0:6                   | FC Schaffhausen (BCL)           |
|                         | SC Obergeissenstein (3. L)      | 1:3                   | FC Bavois (1. LC)               |
| 18.08.2013 um 15:00 Uhr | FC Murten (2. L)                | 00:11                 | FC Luzern (RSL)                 |
|                         | FC Cornol (2. L)                | 0:7                   | FC Lausanne-Sport (RSL)         |
|                         | FC Echallens (1. LC)            | 1:3                   | FC Thun (RSL)                   |
|                         | FC Concordia Basel (1. LC)      | 2:4                   | FC Biel-Bienne (BCL)            |
|                         | FC Suhr (2. L)                  | 1:3                   | SC Buochs (2. LI)               |
| 18.08.2013 um 16:00 Uhr | FC Schönbühl (2. L)             | 1:8                   | FC St. Gallen (RSL)             |
|                         | Neuchâtel Xamax FCS (1. LC)     | 1:3                   | FC Aarau (RSL)                  |
|                         | AS Calcio Kreuzlingen (2. L)    | 0:4                   | FC Schötz (1. LC)               |
| 18.08.2013 um 18:00 Uhr | FC Ascona (2. LI)               | 1:2 n. V.             | FC Locarno (BCL)                |

## Zweite Runde
In der zweiten Runde können die Mannschaften aus der Super League nicht aufeinandertreffen. Die Mannschaft aus der niedrigeren Liga erhält den Heimvorteil, bei zwei Mannschaften aus der gleichen Liga bekommt ihn die erstgezogene. 
Die Auslosung fand am 19. August 2013 statt.
| Datum                   |                                 | Ergebnis  |                                 |
| ----------------------- | ------------------------------- | --------- | ------------------------------- |
| 13.09.2013 um 19:30 Uhr | FC Locarno (BCL)                | 0:3       | FC Thun (RSL)                   |
| 14.09.2013 um 15:00 Uhr | FC Hergiswil (2. LI)            | 2:3       | FC Baden (1. LC)                |
| 14.09.2013 um 16:00 Uhr | FC Stade Nyonnais (1. LP)       | 2:4 n. V. | Grasshopper Club Zürich (RSL)   |
|                         | FC Schötz (1. LC)               | 3:4       | FC Köniz (1. LP)                |
| 14.09.2013 um 16:30 Uhr | SC Brühl St. Gallen (1. LP)     | 3:2       | FC Schaffhausen (BCL)           |
| 14.09.2013 um 17:00 Uhr | SC YF Juventus Zürich (1. LP)   | 2:4       | BSC Young Boys (RSL)            |
|                         | FC Münsingen (1. LC)            | 0:1       | FC Basel (RSL)                  |
|                         | FC Bavois (1. LC)               | 0:4       | FC Biel-Bienne (BCL)            |
|                         | Lancy FC (1. LC)                | 0:5       | FC Le Mont-sur-Lausanne (1. LP) |
| 14.09.2013 um 17:30 Uhr | FC Savièse (2. L)               | 1:3       | FC Tuggen (1. LP)               |
| 14.09.2013 um 18:00 Uhr | SC Buochs (2. LI)               | 1:5       | FC Aarau (RSL)                  |
| 14.09.2013 um 19:30 Uhr | Servette FC Genève (BCL)        | 0:1       | FC Lausanne-Sport (RSL)         |
| 15.09.2013 um 14:30 Uhr | FC Wohlen (BCL)                 | 0:1       | FC Sion (RSL)                   |
| 15.09.2013 um 15:00 Uhr | US Terre Sainte (1. LC)         | 1:4       | FC Luzern (RSL)                 |
| 15.09.2013 um 16:00 Uhr | FC Lugano (BCL)                 | 1:3       | FC St. Gallen (RSL)             |
|                         | FC Stade Lausanne-Ouchy (2. LI) | 2:3       | FC Zürich (RSL)                 |

## Achtelfinals
Im Achtelfinal werden die Partien ohne Bedingungen gezogen, d. h. jede Mannschaft kann auf jede andere Mannschaft treffen. Die Mannschaft aus der niedrigeren Liga erhält das Heimrecht, bei zwei Mannschaften aus der gleichen Liga bekommt es die erstgezogene. Es wurde so gut wie möglich vermieden, dass Mannschaften aus der Super League aufeinandertreffen. Die Auslosung fand am 16. September 2013 statt.
Die Partie zwischen dem FC Biel-Bienne und dem FC Thun musste wegen starker Regenfälle abgesagt werden, das Terrain war wegen des widrigen Wetters nicht bespielbar. Das Spiel wurde auf den 14. November verschoben.
| Datum                   |                                 | Ergebnis  |                               |
| ----------------------- | ------------------------------- | --------- | ----------------------------- |
| 09.11.2013 um 15:00 Uhr | FC Baden (1. LC)                | 1:4       | FC Zürich (RSL)               |
| 09.11.2013 um 16:00 Uhr | FC Köniz (1. LP)                | 1:4       | Grasshopper Club Zürich (RSL) |
| 09.11.2013 um 16:30 Uhr | FC Le Mont-sur-Lausanne (1. LP) | 4:1       | BSC Young Boys (RSL)          |
|                         | SC Brühl St. Gallen (1. LP)     | 0:3       | FC Lausanne-Sport (RSL)       |
| 10.11.2013 um 14:30 Uhr | FC Tuggen (1. LP)               | 1:3       | FC Basel (RSL)                |
| 10.11.2013 um 15:30 Uhr | FC Luzern (RSL)                 | 1:0       | FC Sion (RSL)                 |
| 10.11.2013 um 16:00 Uhr | FC St. Gallen (RSL)             | 4:0       | FC Aarau (RSL)                |
| 14.11.2013 um 19:30 Uhr | FC Biel-Bienne (BCL)            | 0:1 n. V. | FC Thun (RSL)                 |

## Viertelfinals
Auch im Viertelfinal werden die Partien ohne Bedingungen gezogen, d. h. jede Mannschaft kann auf jede andere Mannschaft treffen. Heimrecht hat im Viertel- und im Halbfinal die erstgezogene Mannschaft. Die Auslosung fand am 10. November statt.
Die Partie zwischen dem FC Le Mont-sur-Lausanne und dem FC Basel musste wegen vereisten Platzes abgesagt werden, das Terrain war nicht bespielbar. Das Spiel wurde auf den 5. Februar 2014 verschoben und in Basel ausgetragen.
| Datum                   |                                 | Ergebnis              |                               |
| ----------------------- | ------------------------------- | --------------------- | ----------------------------- |
| 04.12.2013 um 19:45 Uhr | FC Luzern (RSL)                 | 2:0                   | FC Lausanne-Sport (RSL)       |
| 04.12.2013 um 20:00 Uhr | FC St. Gallen (RSL)             | 0:1                   | FC Zürich (RSL)               |
|                         | FC Thun (RSL)                   | 0:0 n. V. (4:3 i. E.) | Grasshopper Club Zürich (RSL) |
| 05.02.2014 um 19:30 Uhr | FC Le Mont-sur-Lausanne (1. LP) | 1:6                   | FC Basel (RSL)                |

## Halbfinals
Die Auslosung fand am 4. Dezember 2013 statt.
| Datum                   |                 | Ergebnis                    |                 |
| ----------------------- | --------------- | --------------------------- | --------------- |
| 26.03.2014 um 19:00 Uhr | FC Basel (RSL)  | 1:0                         | FC Luzern (RSL) |
| 26.03.2014 um 21:00 Uhr | FC Zürich (RSL) | 0:0 n. V. (5:4 i. E. i. E.) | FC Thun (RSL)   |

## Final
Das Finalspiel fand am 21. April 2014 (Ostermontag) im Stade de Suisse in Bern statt.
| Paarung        | FC Zürich – FC Basel |
| Ergebnis       | 2:0 n. V. |
| Datum          | 21. April 2014 |
| Stadion        | Stade de Suisse, Bern |
| Zuschauer      | 23.312 |
| Schiedsrichter | Patrick Graf |
| Tore           | 1:0 Mario Gavranović (100.) 2:0 Mario Gavranović (114.) |
| FC Zürich      | David Da Costa – Jorge Teixeira, Ivan Kecojević, Berat Djimsiti – Oliver Buff (86. Davide Mariani) – Philippe Koch, Davide Chiumiento, Yassine Chikhaoui, Avi Rikan (111. Asmir Kajević) – Mario Gavranović, Franck Etoundi (91. Armando Sadiku) Cheftrainer: Urs Meier |
| FC Basel       | Yann Sommer – Naser Aliji, Marek Suchy, Gastón Sauro, Behrang Safari – Serey Die, Mohamed Elneny – Davide Callà (71. Arlind Ajeti), Fabian Frei (60. Matías Delgado), Valentin Stocker (106. Marcelo Díaz) – Giovanni Sio Cheftrainer: Murat Yakin                      |

## Torschützenliste
Nachfolgend sind die besten Torschützen des Schweizer Cups 2013/14 aufgeführt. Sie sind zunächst nach Anzahl ihrer Treffer, bei gleicher Torzahl alphabetisch sortiert.
| Pl. | Name                                   | Team                    | Tore |
| --- | -------------------------------------- | ----------------------- | ---- |
| 1.  | Ange Mawete N’Silu                     | FC Le Mont-sur-Lausanne | 6    |
| 1.  | Dimitar Rangelow                       | FC Luzern               | 6    |
| 3.  | Marco Schönbächler                     | FC Zürich               | 5    |
| 4.  | Mario Gavranović                       | FC Zürich               | 4    |
| 4.  | Ohad Kadusi                            | FC Lausanne-Sport       | 4    |
| 4.  | Goran Karanović                        | FC St. Gallen           | 4    |
| 4.  | Darío Lezcano                          | FC Luzern               | 4    |
| 8.  | Goran Antić                            | FC Baden                | 3    |
| 8.  | Sid-Ahmed Bouziane                     | FC Le Mont-sur-Lausanne | 3    |
| 8.  | Patrick Eseosa                         | Lancy FC                | 3    |
| 8.  | Juan Pablo Garat                       | FC Aarau                | 3    |
| 8.  | Faruk Gül                              | FC Schaffhausen         | 3    |
| 8.  | Javier Henarez                         | FC Stade Nyonnais       | 3    |
| 8.  | Jahmir Hyka                            | FC Luzern               | 3    |
| 8.  | Alhassane Keita (Fußballspieler, 1983) | FC St. Gallen           | 3    |
| 8.  | Aljmir Murati                          | FC Tuggen               | 3    |
| 8.  | Roberto Rodríguez                      | FC St. Gallen           | 3    |
| 8.  | Hélios Sessolo                         | BSC Young Boys          | 3    |
| 8.  | Nico Siegrist                          | FC Biel-Bienne          | 3    |
| 8.  | Brice Ngindu Tshitumba                 | FC Stade Lausanne-Ouchy | 3    |